# Космачёв, Евгений
Евгений Космачёв (латыш. Jevgēņijs Kosmačovs, 18 февраля 1988, Тукумс, СССР) — латвийский футболист, полузащитник клуба «Виктория» (Зелов).
Прежде всего известный по выступлениям за клуб «Вентспилс», а также национальную сборную Латвии.

## Клубная карьера
Воспитанник футбольной школы клуба «Тукумс 2000».
Своей игрой за эту команду привлёк внимание представителей тренерского штаба «Вентспилса», к составу которого присоединился в 2006 году. Сыграл за клуб из Вентспилса следующие пять сезонов своей игровой карьеры. Большую часть времени, проведённого в составе «Вентспилса», был основным игроком команды и помог ей выиграть четыре чемпионата и два кубка Латвии.
В январе 2010 года был на просмотре в запорожском «Металлурге», но не подошел клубу.
Первую половину 2012 года провёл в украинском перволиговом «Севастополе», а вторую — в белорусском «Шахтёре» (Солигорск), выиграв серебро чемпионата.
К составу клуба «Спартак» (Юрмала) присоединился в начале 2013 года и успел сыграть за юрмальский клуб 5 матчей в национальном чемпионате.
В июле 2013 года присоединился к клубу «Тукумс 2000», в котором начинал карьеру; за полгода сыграл в 15 матчах и забил 12 голов. В начале 2014 года перешёл в команду «Даугава» (Даугавпилс). Евгений стал лучшим бомбардиром клуба в 2014 году, забив 12 голов в 31 матче.

## Выступления за сборные
В течение 2007—2010 годов привлекался в состав молодёжной сборной Латвии. На молодёжном уровне сыграл в 11 официальных матчах, забил 3 гола.
В 2007 году дебютировал в официальных матчах в составе национальной сборной Латвии. Сейчас провёл в форме главной команды страны 3 матча.

## Достижения
- Чемпион Латвии: 2006, 2007, 2008, 2011
- Обладатель Кубка Латвии: 2007, 2011
- Серебряный призёр Чемпионата Белоруссии: 2012